# 1564年
| 千纪： | 2千纪 |
| 世纪： | 15世纪 \| 16世纪 \| 17世纪                                                                                 |
| 年代： | 1530年代 \| 1540年代 \| 1550年代 \| 1560年代 \| 1570年代 \| 1580年代 \| 1590年代                           |
| 年份： | 1559年 \| 1560年 \| 1561年 \| 1562年 \| 1563年 \| 1564年 \| 1565年 \| 1566年 \| 1567年 \| 1568年 \| 1569年 |
| 纪年： | 甲子年（鼠年）；明嘉靖四十三年；越南莫朝光宝十年，后黎朝正治七年；日本永祿七年                             |

## 大事记
- 莎士比亞受洗。
- 東吁王朝勃固農民起義。
- 一月，呼應北條方太田康資的倒戈，里見義堯和里見義弘一同攻進敵對大名千葉氏的重臣高城胤吉勢力範圍、下總國的國府台城，並在此迎擊北條軍，掀起了第二次國府台之戰，最終北條氏康在失去遠山綱景等有力將領下苦戰而勝，里見義堯退回安房國，後北條氏勢力深入上總國。
- 4月——齋藤氏家臣竹中半兵衛因不滿當主齋藤龍興，聯合岳父安藤守就奪取稻葉山城。
- 8月——犬山城之戰，織田信長消滅尾張國內部反對勢力織田信清。
- 8月11日——長尾政景與宇佐美定滿於野尻池遊舟時意外溺死，長尾政景之子長尾顯景成為謙信的養子。

## 出生
- 2月15日——伽利略·伽利莱， 意大利数学家、天文学家、物理学家（1642年逝世）
- 4月26日——威廉·莎士比亚，英国文学史上最杰出的作家（1616年逝世）
- 9月24日——三浦按針，英裔日本航海家（1620年5月16日逝世）

## 逝世
- 2月18日——米开朗琪罗，意大利艺术家（1475年出生）
- 2月19日——遠山綱景，日本戰國時代武將，後北條氏家臣。
- 5月9日——安宅通康，三好長慶之弟，以淡路島為中心活動的安宅水軍當主。
- 7月10日——加尔文，法国宗教改革活动家（1509年出生）
- 7月25日——斐迪南一世，卡斯蒂利亞國王腓力一世與其妻卡斯蒂利亞女王胡安娜的兒子，查理五世之弟，哈布斯堡王朝的奧地利大公和神聖羅馬帝國皇帝。
- 8月10日——三好長慶，日本戰國時代的大名。
- 8月11日——宇佐美定滿，日本戰國時代武將，越後國琵琶島城主。
- 8月11日——長尾政景，日本戰國時代的武將。上杉景勝的親父，是上田長尾氏的當主。